# Tour Down Under 2023
Tour Down Under 2023 var den 23. udgave af cykelløbet Tour Down Under. Det australske etapeløb var det første arrangement på UCI's World Tour-kalender i 2023 og blev arrangeret mellem 17. og 22. januar 2023. Schwalbe Classic blev kørt som optaktsløb. Udgaverne i 2021 og 2022 blev aflyst pga. coronaviruspandemien.
Australske Jay Vine fra UAE Team Emirates blev den samlede vinder af løbet. Danske Mikkel Frølich Honoré fra EF Education-EasyPost vandt løbets bjergtrøje.

## Etaperne
| Etape    | Dato     | Start – Mål              | type              | Afstand (km) | Elevation (m) | Etapevinder     | Førende rytter  |
| -------- | -------- | ------------------------ | ----------------- | ------------ | ------------- | --------------- | --------------- |
| Prolog   | 17. jan. | Adelaide – Adelaide      | enkeltstart       | 5,5          | 39 m          | Alberto Bettiol | Alberto Bettiol |
| 1. etape | 18. jan. | Tanunda – Tanunda        | kuperet etape     | 150,1        | 1.715 m       | Phil Bauhaus    | Alberto Bettiol |
| 2. etape | 19. jan. | Brighton – Victor Harbor | kuperet etape     | 156          | 1.803 m       | Rohan Dennis    | Rohan Dennis    |
| 3. etape | 20. jan. | Norwood – Campbelltown   | middel bjergetape | 118,5        | 1.831 m       | Pello Bilbao    | Jay Vine        |
| 4. etape | 21. jan. | Port Willunga – Willunga | kuperet etape     | 135,3        | 1.103 m       | Bryan Coquard   | Jay Vine        |
| 5. etape | 22. jan. | Unley – Mount Lofty      | middel bjergetape | 114          | 2.224 m       | Simon Yates     | Jay Vine        |

### Prolog
| Adelaide - Adelaide | enkeltstart | (5,5 km) |

| \| Etaperesultat \| Etaperesultat \| Etaperesultat \| Etaperesultat \| Etaperesultat \| \| Rytter \| Rytter \| Hold \| Tid \| \| \| ------------- \| ---------------- \| ------------------------ \| ------------- \| ------------- \| \| 1. \| Alberto Bettiol \| EF Education-EasyPost \| 6' 19" \| \| \| 2. \| Magnus Sheffield \| Ineos Grenadiers \| + 8" \| \| \| 3. \| Julius Johansen \| Intermarché-Circus-Wanty \| + 10" \| \| \| 4. \| Kaden Groves \| Alpecin-Deceuninck \| + 11" \| \| \| 5. \| Sam Gaze \| Alpecin-Deceuninck \| + 11" \| \| \| 6. \| Hugo Page \| Intermarché-Circus-Wanty \| + 12" \| \| \| 7. \| Marius Mayrhofer \| Team DSM \| + 13" \| \| \| 8. \| Jannik Steimle \| Soudal Quick-Step \| + 13" \| \| \| 9. \| Jay Vine \| UAE Team Emirates \| + 14" \| \| \| 10. \| Michael Matthews \| Team Jayco AlUla \| + 14" \| \| |                  |                          |        |
| |                  |                          |        |
| Kilde: ProCyclingStats |                  |                          |        |
| Etaperesultat |                  |                          |        |
| Rytter | Rytter           | Hold                     | Tid    |
| 1. | Alberto Bettiol  | EF Education-EasyPost    | 6' 19" |
| 2. | Magnus Sheffield | Ineos Grenadiers         | + 8"   |
| 3. | Julius Johansen  | Intermarché-Circus-Wanty | + 10"  |
| 4. | Kaden Groves     | Alpecin-Deceuninck       | + 11"  |
| 5. | Sam Gaze         | Alpecin-Deceuninck       | + 11"  |
| 6. | Hugo Page        | Intermarché-Circus-Wanty | + 12"  |
| 7. | Marius Mayrhofer | Team DSM                 | + 13"  |
| 8. | Jannik Steimle   | Soudal Quick-Step        | + 13"  |
| 9. | Jay Vine         | UAE Team Emirates        | + 14"  |
| 10. | Michael Matthews | Team Jayco AlUla         | + 14"  |

| \| Samlede stilling \| Samlede stilling \| Samlede stilling \| Samlede stilling \| Samlede stilling \| \| Rytter \| Rytter \| Hold \| Tid \| \| \| ---------------- \| ---------------- \| ------------------------ \| ---------------- \| ---------------- \| \| 1. \| Alberto Bettiol \| EF Education-EasyPost \| 6' 19" \| \| \| 2. \| Magnus Sheffield \| Ineos Grenadiers \| + 8" \| \| \| 3. \| Julius Johansen \| Intermarché-Circus-Wanty \| + 10" \| \| \| 4. \| Kaden Groves \| Alpecin-Deceuninck \| + 11" \| \| \| 5. \| Sam Gaze \| Alpecin-Deceuninck \| + 11" \| \| \| 6. \| Hugo Page \| Intermarché-Circus-Wanty \| + 12" \| \| \| 7. \| Marius Mayrhofer \| Team DSM \| + 13" \| \| \| 8. \| Jannik Steimle \| Soudal Quick-Step \| + 13" \| \| \| 9. \| Jay Vine \| UAE Team Emirates \| + 14" \| \| \| 10. \| Michael Matthews \| Team Jayco AlUla \| + 14" \| \| |                  |                          |        |
| |                  |                          |        |
| Kilde: ProCyclingStats |                  |                          |        |
| Samlede stilling |                  |                          |        |
| Rytter | Rytter           | Hold                     | Tid    |
| 1. | Alberto Bettiol  | EF Education-EasyPost    | 6' 19" |
| 2. | Magnus Sheffield | Ineos Grenadiers         | + 8"   |
| 3. | Julius Johansen  | Intermarché-Circus-Wanty | + 10"  |
| 4. | Kaden Groves     | Alpecin-Deceuninck       | + 11"  |
| 5. | Sam Gaze         | Alpecin-Deceuninck       | + 11"  |
| 6. | Hugo Page        | Intermarché-Circus-Wanty | + 12"  |
| 7. | Marius Mayrhofer | Team DSM                 | + 13"  |
| 8. | Jannik Steimle   | Soudal Quick-Step        | + 13"  |
| 9. | Jay Vine         | UAE Team Emirates        | + 14"  |
| 10. | Michael Matthews | Team Jayco AlUla         | + 14"  |

### 1. etape
| Tanunda - Tanunda | kuperet etape | (150,1 km) |

| \| Etaperesultat \| Etaperesultat \| Etaperesultat \| Etaperesultat \| Etaperesultat \| \| Rytter \| Rytter \| Hold \| Tid \| \| \| ------------- \| ---------------- \| ------------------------ \| ------------- \| ------------- \| \| 1. \| Phil Bauhaus \| Bahrain Victorious \| 3t 37' 35" \| \| \| 2. \| Caleb Ewan \| UniSA-Australia \| + 0" \| \| \| 3. \| Michael Matthews \| Team Jayco AlUla \| + 0" \| \| \| 4. \| Alessandro Covi \| UAE Team Emirates \| + 0" \| \| \| 5. \| Paul Penhoët \| Groupama-FDJ \| + 0" \| \| \| 6. \| Emīls Liepiņš \| Trek-Segafredo \| + 0" \| \| \| 7. \| Hugo Page \| Intermarché-Circus-Wanty \| + 0" \| \| \| 8. \| Hugo Hofstetter \| Arkéa-Samsic \| + 0" \| \| \| 9. \| Taj Jones \| Israel-Premier Tech \| + 0" \| \| \| 10. \| Gerben Thijssen \| Intermarché-Circus-Wanty \| + 0" \| \| |                  |                          |            |
| |                  |                          |            |
| Kilde: ProCyclingStats |                  |                          |            |
| Etaperesultat |                  |                          |            |
| Rytter | Rytter           | Hold                     | Tid        |
| 1. | Phil Bauhaus     | Bahrain Victorious       | 3t 37' 35" |
| 2. | Caleb Ewan       | UniSA-Australia          | + 0"       |
| 3. | Michael Matthews | Team Jayco AlUla         | + 0"       |
| 4. | Alessandro Covi  | UAE Team Emirates        | + 0"       |
| 5. | Paul Penhoët     | Groupama-FDJ             | + 0"       |
| 6. | Emīls Liepiņš    | Trek-Segafredo           | + 0"       |
| 7. | Hugo Page        | Intermarché-Circus-Wanty | + 0"       |
| 8. | Hugo Hofstetter  | Arkéa-Samsic             | + 0"       |
| 9. | Taj Jones        | Israel-Premier Tech      | + 0"       |
| 10. | Gerben Thijssen  | Intermarché-Circus-Wanty | + 0"       |

| \| Samlede stilling \| Samlede stilling \| Samlede stilling \| Samlede stilling \| Samlede stilling \| \| Rytter \| Rytter \| Hold \| Tid \| \| \| ---------------- \| ---------------- \| ------------------------ \| ---------------- \| ---------------- \| \| 1. \| Alberto Bettiol \| EF Education-EasyPost \| 3t 43' 54" \| \| \| 2. \| Michael Matthews \| Team Jayco AlUla \| + 6" \| \| \| 3. \| Magnus Sheffield \| Ineos Grenadiers \| + 8" \| \| \| 4. \| Julius Johansen \| Intermarché-Circus-Wanty \| + 10" \| \| \| 5. \| Kaden Groves \| Alpecin-Deceuninck \| + 11" \| \| \| 6. \| Sam Gaze \| Alpecin-Deceuninck \| + 11" \| \| \| 7. \| Hugo Page \| Intermarché-Circus-Wanty \| + 12" \| \| \| 8. \| Marius Mayrhofer \| Team DSM \| + 13" \| \| \| 9. \| Corbin Strong \| Israel-Premier Tech \| + 13" \| \| \| 10. \| Jannik Steimle \| Soudal Quick-Step \| + 13" \| \| |                  |                          |            |
| |                  |                          |            |
| Kilde: ProCyclingStats |                  |                          |            |
| Samlede stilling |                  |                          |            |
| Rytter | Rytter           | Hold                     | Tid        |
| 1. | Alberto Bettiol  | EF Education-EasyPost    | 3t 43' 54" |
| 2. | Michael Matthews | Team Jayco AlUla         | + 6"       |
| 3. | Magnus Sheffield | Ineos Grenadiers         | + 8"       |
| 4. | Julius Johansen  | Intermarché-Circus-Wanty | + 10"      |
| 5. | Kaden Groves     | Alpecin-Deceuninck       | + 11"      |
| 6. | Sam Gaze         | Alpecin-Deceuninck       | + 11"      |
| 7. | Hugo Page        | Intermarché-Circus-Wanty | + 12"      |
| 8. | Marius Mayrhofer | Team DSM                 | + 13"      |
| 9. | Corbin Strong    | Israel-Premier Tech      | + 13"      |
| 10. | Jannik Steimle   | Soudal Quick-Step        | + 13"      |

### 2. etape
| Brighton - Victor Harbor | kuperet etape | (156 km) |

| \| Etaperesultat \| Etaperesultat \| Etaperesultat \| Etaperesultat \| Etaperesultat \| \| Rytter \| Rytter \| Hold \| Tid \| \| \| ------------- \| ------------- \| ------------------- \| ------------- \| ------------- \| \| 1. \| Rohan Dennis \| Jumbo-Visma \| 4t 00' 40" \| \| \| 2. \| Jay Vine \| UAE Team Emirates \| + 2" \| \| \| 3. \| Mauro Schmid \| Soudal Quick-Step \| + 2" \| \| \| 4. \| Simon Yates \| Team Jayco AlUla \| + 2" \| \| \| 5. \| Jai Hindley \| Bora-Hansgrohe \| + 5" \| \| \| 6. \| Caleb Ewan \| Lotto Dstny \| + 11" \| \| \| 7. \| Emīls Liepiņš \| Trek-Segafredo \| + 11" \| \| \| 8. \| Corbin Strong \| Israel-Premier Tech \| + 11" \| \| \| 9. \| Kaden Groves \| Alpecin-Deceuninck \| + 11" \| \| \| 10. \| Paul Penhoët \| Groupama-FDJ \| + 11" \| \| |               |                     |            |
| |               |                     |            |
| Kilde: ProCyclingStats |               |                     |            |
| Etaperesultat |               |                     |            |
| Rytter | Rytter        | Hold                | Tid        |
| 1. | Rohan Dennis  | Jumbo-Visma         | 4t 00' 40" |
| 2. | Jay Vine      | UAE Team Emirates   | + 2"       |
| 3. | Mauro Schmid  | Soudal Quick-Step   | + 2"       |
| 4. | Simon Yates   | Team Jayco AlUla    | + 2"       |
| 5. | Jai Hindley   | Bora-Hansgrohe      | + 5"       |
| 6. | Caleb Ewan    | Lotto Dstny         | + 11"      |
| 7. | Emīls Liepiņš | Trek-Segafredo      | + 11"      |
| 8. | Corbin Strong | Israel-Premier Tech | + 11"      |
| 9. | Kaden Groves  | Alpecin-Deceuninck  | + 11"      |
| 10. | Paul Penhoët  | Groupama-FDJ        | + 11"      |

| \| Samlede stilling \| Samlede stilling \| Samlede stilling \| Samlede stilling \| Samlede stilling \| \| Rytter \| Rytter \| Hold \| Tid \| \| \| ---------------- \| ---------------- \| ------------------------ \| ---------------- \| ---------------- \| \| 1. \| Rohan Dennis \| Jumbo-Visma \| 7t 44' 41" \| \| \| 2. \| Jay Vine \| UAE Team Emirates \| + 3" \| \| \| 3. \| Magnus Sheffield \| Ineos Grenadiers \| + 12" \| \| \| 4. \| Mauro Schmid \| Soudal Quick-Step \| + 13" \| \| \| 5. \| Corbin Strong \| Israel-Premier Tech \| + 14" \| \| \| 6. \| Hugo Page \| Intermarché-Circus-Wanty \| + 14" \| \| \| 7. \| Kaden Groves \| Alpecin-Deceuninck \| + 15" \| \| \| 8. \| Marius Mayrhofer \| Team DSM \| + 17" \| \| \| 9. \| Nikias Arndt \| Bahrain Victorious \| + 19" \| \| \| 10. \| Miles Scotson \| Groupama-FDJ \| + 20" \| \| |                  |                          |            |
| |                  |                          |            |
| Kilde: ProCyclingStats |                  |                          |            |
| Samlede stilling |                  |                          |            |
| Rytter | Rytter           | Hold                     | Tid        |
| 1. | Rohan Dennis     | Jumbo-Visma              | 7t 44' 41" |
| 2. | Jay Vine         | UAE Team Emirates        | + 3"       |
| 3. | Magnus Sheffield | Ineos Grenadiers         | + 12"      |
| 4. | Mauro Schmid     | Soudal Quick-Step        | + 13"      |
| 5. | Corbin Strong    | Israel-Premier Tech      | + 14"      |
| 6. | Hugo Page        | Intermarché-Circus-Wanty | + 14"      |
| 7. | Kaden Groves     | Alpecin-Deceuninck       | + 15"      |
| 8. | Marius Mayrhofer | Team DSM                 | + 17"      |
| 9. | Nikias Arndt     | Bahrain Victorious       | + 19"      |
| 10. | Miles Scotson    | Groupama-FDJ             | + 20"      |

### 3. etape
| Norwood - Campbelltown | middel bjergetape | (118,5 km) |

| \| Etaperesultat \| Etaperesultat \| Etaperesultat \| Etaperesultat \| Etaperesultat \| \| Rytter \| Rytter \| Hold \| Tid \| \| \| ------------- \| ------------------ \| ------------------------ \| ------------- \| ------------- \| \| 1. \| Pello Bilbao \| Bahrain Victorious \| 2t 48' 10" \| \| \| 2. \| Simon Yates \| Team Jayco AlUla \| + 0" \| \| \| 3. \| Jay Vine \| UAE Team Emirates \| + 0" \| \| \| 4. \| Michael Matthews \| Team Jayco AlUla \| + 28" \| \| \| 5. \| Sven Erik Bystrøm \| Intermarché-Circus-Wanty \| + 28" \| \| \| 6. \| Natnael Tesfatsion \| Trek-Segafredo \| + 28" \| \| \| 7. \| Antonio Tiberi \| Trek-Segafredo \| + 28" \| \| \| 8. \| Milan Vader \| Jumbo-Visma \| + 28" \| \| \| 9. \| Ben O'Connor \| AG2R Citroën Team \| + 28" \| \| \| 10. \| Ethan Hayter \| Ineos Grenadiers \| + 28" \| \| |                    |                          |            |
| |                    |                          |            |
| Kilde: ProCyclingStats |                    |                          |            |
| Etaperesultat |                    |                          |            |
| Rytter | Rytter             | Hold                     | Tid        |
| 1. | Pello Bilbao       | Bahrain Victorious       | 2t 48' 10" |
| 2. | Simon Yates        | Team Jayco AlUla         | + 0"       |
| 3. | Jay Vine           | UAE Team Emirates        | + 0"       |
| 4. | Michael Matthews   | Team Jayco AlUla         | + 28"      |
| 5. | Sven Erik Bystrøm  | Intermarché-Circus-Wanty | + 28"      |
| 6. | Natnael Tesfatsion | Trek-Segafredo           | + 28"      |
| 7. | Antonio Tiberi     | Trek-Segafredo           | + 28"      |
| 8. | Milan Vader        | Jumbo-Visma              | + 28"      |
| 9. | Ben O'Connor       | AG2R Citroën Team        | + 28"      |
| 10. | Ethan Hayter       | Ineos Grenadiers         | + 28"      |

| \| Samlede stilling \| Samlede stilling \| Samlede stilling \| Samlede stilling \| Samlede stilling \| \| Rytter \| Rytter \| Hold \| Tid \| \| \| ---------------- \| ----------------- \| ------------------------ \| ---------------- \| ---------------- \| \| 1. \| Jay Vine \| UAE Team Emirates \| 10t 32' 50" \| \| \| 2. \| Pello Bilbao \| Bahrain Victorious \| + 15" \| \| \| 3. \| Simon Yates \| Team Jayco AlUla \| + 16" \| \| \| 4. \| Magnus Sheffield \| Ineos Grenadiers \| + 45" \| \| \| 5. \| Mauro Schmid \| Soudal Quick-Step \| + 46" \| \| \| 6. \| Ethan Hayter \| Ineos Grenadiers \| + 50" \| \| \| 7. \| Sven Erik Bystrøm \| Intermarché-Circus-Wanty \| + 54" \| \| \| 8. \| Antonio Tiberi \| Trek-Segafredo \| + 58" \| \| \| 9. \| Ben O'Connor \| AG2R Citroën Team \| + 1' 00" \| \| \| 10. \| Gorka Izagirre \| Movistar Team \| + 1' 01" \| \| |                   |                          |             |
| |                   |                          |             |
| Kilde: ProCyclingStats |                   |                          |             |
| Samlede stilling |                   |                          |             |
| Rytter | Rytter            | Hold                     | Tid         |
| 1. | Jay Vine          | UAE Team Emirates        | 10t 32' 50" |
| 2. | Pello Bilbao      | Bahrain Victorious       | + 15"       |
| 3. | Simon Yates       | Team Jayco AlUla         | + 16"       |
| 4. | Magnus Sheffield  | Ineos Grenadiers         | + 45"       |
| 5. | Mauro Schmid      | Soudal Quick-Step        | + 46"       |
| 6. | Ethan Hayter      | Ineos Grenadiers         | + 50"       |
| 7. | Sven Erik Bystrøm | Intermarché-Circus-Wanty | + 54"       |
| 8. | Antonio Tiberi    | Trek-Segafredo           | + 58"       |
| 9. | Ben O'Connor      | AG2R Citroën Team        | + 1' 00"    |
| 10. | Gorka Izagirre    | Movistar Team            | + 1' 01"    |

### 4. etape
| Port Willunga - Willunga | kuperet etape | (135,3 km) |

| \| Etaperesultat \| Etaperesultat \| Etaperesultat \| Etaperesultat \| Etaperesultat \| \| Rytter \| Rytter \| Hold \| Tid \| \| \| ------------- \| ---------------- \| ------------------------ \| ------------- \| ------------- \| \| 1. \| Bryan Coquard \| Cofidis \| 2t 53' 41" \| \| \| 2. \| Alberto Bettiol \| EF Education-EasyPost \| + 0" \| \| \| 3. \| Hugo Page \| Intermarché-Circus-Wanty \| + 0" \| \| \| 4. \| Paul Penhoët \| Groupama-FDJ \| + 0" \| \| \| 5. \| Corbin Strong \| Israel-Premier Tech \| + 0" \| \| \| 6. \| Michael Matthews \| Team Jayco AlUla \| + 0" \| \| \| 7. \| Dorian Godon \| AG2R Citroën Team \| + 0" \| \| \| 8. \| Marius Mayrhofer \| Team DSM \| + 0" \| \| \| 9. \| Kim Heiduk \| Ineos Grenadiers \| + 0" \| \| \| 10. \| Caleb Ewan \| UniSA-Australia \| + 0" \| \| |                  |                          |            |
| |                  |                          |            |
| Kilde: ProCyclingStats |                  |                          |            |
| Etaperesultat |                  |                          |            |
| Rytter | Rytter           | Hold                     | Tid        |
| 1. | Bryan Coquard    | Cofidis                  | 2t 53' 41" |
| 2. | Alberto Bettiol  | EF Education-EasyPost    | + 0"       |
| 3. | Hugo Page        | Intermarché-Circus-Wanty | + 0"       |
| 4. | Paul Penhoët     | Groupama-FDJ             | + 0"       |
| 5. | Corbin Strong    | Israel-Premier Tech      | + 0"       |
| 6. | Michael Matthews | Team Jayco AlUla         | + 0"       |
| 7. | Dorian Godon     | AG2R Citroën Team        | + 0"       |
| 8. | Marius Mayrhofer | Team DSM                 | + 0"       |
| 9. | Kim Heiduk       | Ineos Grenadiers         | + 0"       |
| 10. | Caleb Ewan       | UniSA-Australia          | + 0"       |

| \| Samlede stilling \| Samlede stilling \| Samlede stilling \| Samlede stilling \| Samlede stilling \| \| Rytter \| Rytter \| Hold \| Tid \| \| \| ---------------- \| ----------------- \| ------------------------ \| ---------------- \| ---------------- \| \| 1. \| Jay Vine \| UAE Team Emirates \| + 13t 26' 31" \| \| \| 2. \| Simon Yates \| Team Jayco AlUla \| + 15" \| \| \| 3. \| Pello Bilbao \| Bahrain Victorious \| + 15" \| \| \| 4. \| Magnus Sheffield \| Ineos Grenadiers \| + 45" \| \| \| 5. \| Mauro Schmid \| Soudal Quick-Step \| + 46" \| \| \| 6. \| Ethan Hayter \| Ineos Grenadiers \| + 50" \| \| \| 7. \| Sven Erik Bystrøm \| Intermarché-Circus-Wanty \| + 54" \| \| \| 8. \| Hugo Page \| Intermarché-Circus-Wanty \| + 56" \| \| \| 9. \| Antonio Tiberi \| Trek-Segafredo \| + 58" \| \| \| 10. \| Ben O'Connor \| AG2R Citroën Team \| + 1' 00" \| \| |                   |                          |               |
| |                   |                          |               |
| Kilde: ProCyclingStats |                   |                          |               |
| Samlede stilling |                   |                          |               |
| Rytter | Rytter            | Hold                     | Tid           |
| 1. | Jay Vine          | UAE Team Emirates        | + 13t 26' 31" |
| 2. | Simon Yates       | Team Jayco AlUla         | + 15"         |
| 3. | Pello Bilbao      | Bahrain Victorious       | + 15"         |
| 4. | Magnus Sheffield  | Ineos Grenadiers         | + 45"         |
| 5. | Mauro Schmid      | Soudal Quick-Step        | + 46"         |
| 6. | Ethan Hayter      | Ineos Grenadiers         | + 50"         |
| 7. | Sven Erik Bystrøm | Intermarché-Circus-Wanty | + 54"         |
| 8. | Hugo Page         | Intermarché-Circus-Wanty | + 56"         |
| 9. | Antonio Tiberi    | Trek-Segafredo           | + 58"         |
| 10. | Ben O'Connor      | AG2R Citroën Team        | + 1' 00"      |

### 5. etape
| Unley - Mount Lofty | middel bjergetape | (114 km) |

| \| Etaperesultat \| Etaperesultat \| Etaperesultat \| Etaperesultat \| Etaperesultat \| \| Rytter \| Rytter \| Hold \| Tid \| \| \| ------------- \| ----------------- \| ------------------------ \| ------------- \| ------------- \| \| 1. \| Simon Yates \| Team Jayco AlUla \| 2t 41' 16" \| \| \| 2. \| Jay Vine \| UAE Team Emirates \| + 0" \| \| \| 3. \| Ben O'Connor \| AG2R Citroën Team \| + 2" \| \| \| 4. \| Antonio Tiberi \| Trek-Segafredo \| + 3" \| \| \| 5. \| Sven Erik Bystrøm \| Intermarché-Circus-Wanty \| + 6" \| \| \| 6. \| Jai Hindley \| Bora-Hansgrohe \| + 6" \| \| \| 7. \| Pello Bilbao \| Bahrain Victorious \| + 6" \| \| \| 8. \| Giovanni Aleotti \| Bora-Hansgrohe \| + 6" \| \| \| 9. \| Magnus Sheffield \| Ineos Grenadiers \| + 6" \| \| \| 10. \| Mauro Schmid \| Soudal Quick-Step \| + 6" \| \| |                   |                          |            |
| |                   |                          |            |
| Kilde: ProCyclingStats |                   |                          |            |
| Etaperesultat |                   |                          |            |
| Rytter | Rytter            | Hold                     | Tid        |
| 1. | Simon Yates       | Team Jayco AlUla         | 2t 41' 16" |
| 2. | Jay Vine          | UAE Team Emirates        | + 0"       |
| 3. | Ben O'Connor      | AG2R Citroën Team        | + 2"       |
| 4. | Antonio Tiberi    | Trek-Segafredo           | + 3"       |
| 5. | Sven Erik Bystrøm | Intermarché-Circus-Wanty | + 6"       |
| 6. | Jai Hindley       | Bora-Hansgrohe           | + 6"       |
| 7. | Pello Bilbao      | Bahrain Victorious       | + 6"       |
| 8. | Giovanni Aleotti  | Bora-Hansgrohe           | + 6"       |
| 9. | Magnus Sheffield  | Ineos Grenadiers         | + 6"       |
| 10. | Mauro Schmid      | Soudal Quick-Step        | + 6"       |

## Resultater
| \| Samlede stilling \| Samlede stilling \| Samlede stilling \| Samlede stilling \| Samlede stilling \| \| Rytter \| Rytter \| Hold \| Tid \| \| \| ---------------- \| ------------------ \| ------------------------ \| ---------------- \| ---------------- \| \| 1. \| Jay Vine \| UAE Team Emirates \| 16t 07' 41" \| \| \| 2. \| Simon Yates \| Team Jayco AlUla \| + 11" \| \| \| 3. \| Pello Bilbao \| Bahrain Victorious \| + 27" \| \| \| 4. \| Magnus Sheffield \| Ineos Grenadiers \| + 57" \| \| \| 5. \| Mauro Schmid \| Soudal Quick-Step \| + 58" \| \| \| 6. \| Ben O'Connor \| AG2R Citroën Team \| + 1' 04" \| \| \| 7. \| Sven Erik Bystrøm \| Intermarché-Circus-Wanty \| + 1' 06" \| \| \| 8. \| Antonio Tiberi \| Trek-Segafredo \| + 1' 07" \| \| \| 9. \| Gorka Izagirre \| Movistar Team \| + 1' 13" \| \| \| 10. \| Bryan Coquard \| Cofidis \| + 1' 13" \| \| \| 11. \| Marc Hirschi \| UAE Team Emirates \| + 1' 13" \| \| \| 12. \| Rudy Molard \| Groupama-FDJ \| + 1' 16" \| \| \| 13. \| Sebastian Berwick \| Israel-Premier Tech \| + 1' 17" \| \| \| 14. \| Natnael Tesfatsion \| Trek-Segafredo \| + 1' 18" \| \| \| 15. \| George Bennett \| UAE Team Emirates \| + 1' 20" \| \| \| 16. \| Jai Hindley \| Bora-Hansgrohe \| + 1' 23" \| \| \| 17. \| Giovanni Aleotti \| Bora-Hansgrohe \| + 1' 44" \| \| \| 18. \| Ethan Hayter \| Ineos Grenadiers \| + 1' 45" \| \| \| 19. \| Hugo Page \| Intermarché-Circus-Wanty \| + 1' 51" \| \| \| 20. \| Élie Gesbert \| Arkéa-Samsic \| + 2' 14" \| \| |                    |                          |             |
| |                    |                          |             |
| Kilde: ProCyclingStats |                    |                          |             |
| Samlede stilling |                    |                          |             |
| Rytter | Rytter             | Hold                     | Tid         |
| 1. | Jay Vine           | UAE Team Emirates        | 16t 07' 41" |
| 2. | Simon Yates        | Team Jayco AlUla         | + 11"       |
| 3. | Pello Bilbao       | Bahrain Victorious       | + 27"       |
| 4. | Magnus Sheffield   | Ineos Grenadiers         | + 57"       |
| 5. | Mauro Schmid       | Soudal Quick-Step        | + 58"       |
| 6. | Ben O'Connor       | AG2R Citroën Team        | + 1' 04"    |
| 7. | Sven Erik Bystrøm  | Intermarché-Circus-Wanty | + 1' 06"    |
| 8. | Antonio Tiberi     | Trek-Segafredo           | + 1' 07"    |
| 9. | Gorka Izagirre     | Movistar Team            | + 1' 13"    |
| 10. | Bryan Coquard      | Cofidis                  | + 1' 13"    |
| 11. | Marc Hirschi       | UAE Team Emirates        | + 1' 13"    |
| 12. | Rudy Molard        | Groupama-FDJ             | + 1' 16"    |
| 13. | Sebastian Berwick  | Israel-Premier Tech      | + 1' 17"    |
| 14. | Natnael Tesfatsion | Trek-Segafredo           | + 1' 18"    |
| 15. | George Bennett     | UAE Team Emirates        | + 1' 20"    |
| 16. | Jai Hindley        | Bora-Hansgrohe           | + 1' 23"    |
| 17. | Giovanni Aleotti   | Bora-Hansgrohe           | + 1' 44"    |
| 18. | Ethan Hayter       | Ineos Grenadiers         | + 1' 45"    |
| 19. | Hugo Page          | Intermarché-Circus-Wanty | + 1' 51"    |
| 20. | Élie Gesbert       | Arkéa-Samsic             | + 2' 14"    |

| Samlede stilling | Samlede stilling   | Samlede stilling         | Samlede stilling | Samlede stilling |
| Rytter           | Rytter             | Hold                     | Tid              |                  |
| ---------------- | ------------------ | ------------------------ | ---------------- | ---------------- |
| 1.               | Jay Vine           | UAE Team Emirates        | 16t 07' 41"      |                  |
| 2.               | Simon Yates        | Team Jayco AlUla         | + 11"            |                  |
| 3.               | Pello Bilbao       | Bahrain Victorious       | + 27"            |                  |
| 4.               | Magnus Sheffield   | Ineos Grenadiers         | + 57"            |                  |
| 5.               | Mauro Schmid       | Soudal Quick-Step        | + 58"            |                  |
| 6.               | Ben O'Connor       | AG2R Citroën Team        | + 1' 04"         |                  |
| 7.               | Sven Erik Bystrøm  | Intermarché-Circus-Wanty | + 1' 06"         |                  |
| 8.               | Antonio Tiberi     | Trek-Segafredo           | + 1' 07"         |                  |
| 9.               | Gorka Izagirre     | Movistar Team            | + 1' 13"         |                  |
| 10.              | Bryan Coquard      | Cofidis                  | + 1' 13"         |                  |
| 11.              | Marc Hirschi       | UAE Team Emirates        | + 1' 13"         |                  |
| 12.              | Rudy Molard        | Groupama-FDJ             | + 1' 16"         |                  |
| 13.              | Sebastian Berwick  | Israel-Premier Tech      | + 1' 17"         |                  |
| 14.              | Natnael Tesfatsion | Trek-Segafredo           | + 1' 18"         |                  |
| 15.              | George Bennett     | UAE Team Emirates        | + 1' 20"         |                  |
| 16.              | Jai Hindley        | Bora-Hansgrohe           | + 1' 23"         |                  |
| 17.              | Giovanni Aleotti   | Bora-Hansgrohe           | + 1' 44"         |                  |
| 18.              | Ethan Hayter       | Ineos Grenadiers         | + 1' 45"         |                  |
| 19.              | Hugo Page          | Intermarché-Circus-Wanty | + 1' 51"         |                  |
| 20.              | Élie Gesbert       | Arkéa-Samsic             | + 2' 14"         |                  |

| Pointkonkurrence | Pointkonkurrence | Pointkonkurrence         | Pointkonkurrence | Pointkonkurrence |
| Rytter           | Rytter           | Hold                     | Point            |                  |
| ---------------- | ---------------- | ------------------------ | ---------------- | ---------------- |
| 1.               | Michael Matthews | Team Jayco AlUla         | 61 point         |                  |
| 2.               | Simon Yates      | Team Jayco AlUla         | 57 point         |                  |
| 3.               | Jay Vine         | UAE Team Emirates        | 57 point         |                  |
| 4.               | Caleb Ewan       | Lotto Dstny              | 47 point         |                  |
| 5.               | Paul Penhoët     | Groupama-FDJ             | 43 point         |                  |
| 6.               | Hugo Page        | Intermarché-Circus-Wanty | 40 point         |                  |
| 7.               | Bryan Coquard    | Cofidis                  | 37 point         |                  |
| 8.               | Corbin Strong    | Israel-Premier Tech      | 34 point         |                  |
| 9.               | Rohan Dennis     | Jumbo-Visma              | 30 point         |                  |
| 10.              | Phil Bauhaus     | Bahrain Victorious       | 30 point         |                  |

| Pointkonkurrence | Pointkonkurrence | Pointkonkurrence         | Pointkonkurrence | Pointkonkurrence |
| Rytter           | Rytter           | Hold                     | Point            |                  |
| ---------------- | ---------------- | ------------------------ | ---------------- | ---------------- |
| 1.               | Michael Matthews | Team Jayco AlUla         | 61 point         |                  |
| 2.               | Simon Yates      | Team Jayco AlUla         | 57 point         |                  |
| 3.               | Jay Vine         | UAE Team Emirates        | 57 point         |                  |
| 4.               | Caleb Ewan       | Lotto Dstny              | 47 point         |                  |
| 5.               | Paul Penhoët     | Groupama-FDJ             | 43 point         |                  |
| 6.               | Hugo Page        | Intermarché-Circus-Wanty | 40 point         |                  |
| 7.               | Bryan Coquard    | Cofidis                  | 37 point         |                  |
| 8.               | Corbin Strong    | Israel-Premier Tech      | 34 point         |                  |
| 9.               | Rohan Dennis     | Jumbo-Visma              | 30 point         |                  |
| 10.              | Phil Bauhaus     | Bahrain Victorious       | 30 point         |                  |

| Bjergkonkurrence | Bjergkonkurrence | Bjergkonkurrence      | Bjergkonkurrence | Bjergkonkurrence |
| Rytter           | Rytter           | Hold                  | Point            |                  |
| ---------------- | ---------------- | --------------------- | ---------------- | ---------------- |
| 1.               | Mikkel Honoré    | EF Education-EasyPost | 21 point         |                  |
| 2.               | Jay Vine         | UAE Team Emirates     | 20 point         |                  |
| 3.               | Simon Yates      | Team Jayco AlUla      | 18 point         |                  |
| 4.               | Fabio Felline    | Astana Qazaqstan Team | 11 point         |                  |
| 5.               | Kim Heiduk       | Ineos Grenadiers      | 10 point         |                  |
| 6.               | Johan Jacobs     | Movistar Team         | 10 point         |                  |
| 7.               | Luke Plapp       | Ineos Grenadiers      | 10 point         |                  |
| 8.               | Alessandro Covi  | UAE Team Emirates     | 8 point          |                  |
| 9.               | Matthew Dinham   | Team DSM              | 8 point          |                  |
| 10.              | Dmitrij Gruzdev  | Astana Qazaqstan Team | 7 point          |                  |

| Bjergkonkurrence | Bjergkonkurrence | Bjergkonkurrence      | Bjergkonkurrence | Bjergkonkurrence |
| Rytter           | Rytter           | Hold                  | Point            |                  |
| ---------------- | ---------------- | --------------------- | ---------------- | ---------------- |
| 1.               | Mikkel Honoré    | EF Education-EasyPost | 21 point         |                  |
| 2.               | Jay Vine         | UAE Team Emirates     | 20 point         |                  |
| 3.               | Simon Yates      | Team Jayco AlUla      | 18 point         |                  |
| 4.               | Fabio Felline    | Astana Qazaqstan Team | 11 point         |                  |
| 5.               | Kim Heiduk       | Ineos Grenadiers      | 10 point         |                  |
| 6.               | Johan Jacobs     | Movistar Team         | 10 point         |                  |
| 7.               | Luke Plapp       | Ineos Grenadiers      | 10 point         |                  |
| 8.               | Alessandro Covi  | UAE Team Emirates     | 8 point          |                  |
| 9.               | Matthew Dinham   | Team DSM              | 8 point          |                  |
| 10.              | Dmitrij Gruzdev  | Astana Qazaqstan Team | 7 point          |                  |

| Ungdomskonkurrence | Ungdomskonkurrence | Ungdomskonkurrence       | Ungdomskonkurrence | Ungdomskonkurrence |
| Rytter             | Rytter             | Hold                     | Tid                |                    |
| ------------------ | ------------------ | ------------------------ | ------------------ | ------------------ |
| 1.                 | Magnus Sheffield   | Ineos Grenadiers         | 16t 08' 38"        |                    |
| 2.                 | Antonio Tiberi     | Trek-Segafredo           | + 10"              |                    |
| 3.                 | Hugo Page          | Intermarché-Circus-Wanty | + 54"              |                    |
| 4.                 | Reuben Thompson    | Groupama-FDJ             | + 1' 32"           |                    |
| 5.                 | Alex Baudin        | AG2R Citroën Team        | + 1' 54"           |                    |
| 6.                 | Paul Penhoët       | Groupama-FDJ             | + 3' 24"           |                    |
| 7.                 | Iván Romeo         | Movistar Team            | + 6' 55"           |                    |
| 8.                 | Leo Hayter         | Ineos Grenadiers         | + 10' 14"          |                    |
| 9.                 | Alessandro Verre   | Arkéa-Samsic             | + 18' 59"          |                    |
| 10.                | Finn Fisher-Black  | UAE Team Emirates        | + 24' 25"          |                    |

| Ungdomskonkurrence | Ungdomskonkurrence | Ungdomskonkurrence       | Ungdomskonkurrence | Ungdomskonkurrence |
| Rytter             | Rytter             | Hold                     | Tid                |                    |
| ------------------ | ------------------ | ------------------------ | ------------------ | ------------------ |
| 1.                 | Magnus Sheffield   | Ineos Grenadiers         | 16t 08' 38"        |                    |
| 2.                 | Antonio Tiberi     | Trek-Segafredo           | + 10"              |                    |
| 3.                 | Hugo Page          | Intermarché-Circus-Wanty | + 54"              |                    |
| 4.                 | Reuben Thompson    | Groupama-FDJ             | + 1' 32"           |                    |
| 5.                 | Alex Baudin        | AG2R Citroën Team        | + 1' 54"           |                    |
| 6.                 | Paul Penhoët       | Groupama-FDJ             | + 3' 24"           |                    |
| 7.                 | Iván Romeo         | Movistar Team            | + 6' 55"           |                    |
| 8.                 | Leo Hayter         | Ineos Grenadiers         | + 10' 14"          |                    |
| 9.                 | Alessandro Verre   | Arkéa-Samsic             | + 18' 59"          |                    |
| 10.                | Finn Fisher-Black  | UAE Team Emirates        | + 24' 25"          |                    |

### Holdkonkurrencen
| Holdkonkurrence | Holdkonkurrence   | Holdkonkurrence | Holdkonkurrence |
| Hold            | Hold              | Tid             |                 |
| --------------- | ----------------- | --------------- | --------------- |
| 1.              | UAE Team Emirates | 48t 25' 34"     |                 |
| 2.              | Trek-Segafredo    | + 1' 24"        |                 |
| 3.              | Groupama-FDJ      | + 1' 41"        |                 |
| 4.              | AG2R Citroën Team | + 3' 09"        |                 |
| 5.              | Soudal Quick-Step | + 5' 02"        |                 |

## Hold og ryttere
| UCI WorldTeams (18)- AG2R Citroën Team - Alpecin-Deceuninck - Arkéa-Samsic - Astana Qazaqstan Team - Bahrain Victorious - Team Jayco AlUla - Bora-Hansgrohe - Cofidis - Team DSM - Groupama-FDJ - EF Education-EasyPost - Ineos Grenadiers - Intermarché-Circus-Wanty - Movistar Team - Jumbo-Visma - Soudal Quick-Step - Trek-Segafredo - UAE Team Emirates UCI ProTeam- Israel-Premier Tech Landshold med navnesponsor- UniSA-Australia |
| |

### Danske ryttere
| Danske ryttere på startlisten |                       |                          |           |
| Rygnummer                     | Rytter                | Hold                     | Placering |
| 44                            | Asbjørn Hellemose     | Trek-Segafredo           | 55        |
| 102                           | Julius Johansen       | Intermarché-Circus-Wanty | 83        |
| 162                           | Mikkel Frølich Honoré | EF Education-EasyPost    | 84        |

* DNF = gennemførte ikke

### Startliste
| Team Jayco AlUla JAY | Team Jayco AlUla JAY   | Team Jayco AlUla JAY |
| -------------------- | ---------------------- | -------------------- |
| Nr.                  | Rytter                 | Placering            |
| 1                    | Michael Matthews (AUS) | 43.                  |
| 2                    | Simon Yates (GBR)      | 2.                   |
| 3                    | Luke Durbridge (AUS)   | 102.                 |
| 4                    | Lucas Hamilton (AUS)   | 54.                  |
| 5                    | Michael Hepburn (AUS)  | 75.                  |
| 6                    | Chris Harper (AUS)     | DNS-2                |
| 7                    | Campbell Stewart (NZL) | 96.                  |

| AG2R Citroën Team ACT | AG2R Citroën Team ACT | AG2R Citroën Team ACT |
| --------------------- | --------------------- | --------------------- |
| Nr.                   | Rytter                | Placering             |
| 11                    | Ben O'Connor (AUS)    | 6.                    |
| 12                    | Alex Baudin (FRA)     | 26.                   |
| 13                    | Dorian Godon (FRA)    | 24.                   |
| 14                    | Paul Lapeira (FRA)    | 58.                   |
| 15                    | Nans Peters (FRA)     | 27.                   |
| 16                    | Michael Schär (SUI)   | 62.                   |
| 17                    | Damien Touzé (FRA)    | 42.                   |

| Astana Qazaqstan Team AST | Astana Qazaqstan Team AST | Astana Qazaqstan Team AST |
| ------------------------- | ------------------------- | ------------------------- |
| Nr.                       | Rytter                    | Placering                 |
| 21                        | Luis León Sánchez (ESP)   | 33.                       |
| 22                        | Manuele Boaro (ITA)       | DNF-5                     |
| 23                        | Leonardo Basso (ITA)      | 120.                      |
| 24                        | Fabio Felline (ITA)       | 77.                       |
| 25                        | Dmitrij Gruzdev (KAZ)     | 86.                       |
| 26                        | Martin Laas (EST)         | DNF-5                     |
| 27                        | Gianni Moscon (ITA)       | DNF-3                     |

| Bahrain Victorious TBV | Bahrain Victorious TBV    | Bahrain Victorious TBV |
| ---------------------- | ------------------------- | ---------------------- |
| Nr.                    | Rytter                    | Placering              |
| 31                     | Pello Bilbao (ESP)        | 3.                     |
| 32                     | Nikias Arndt (GER)        | 38.                    |
| 33                     | Phil Bauhaus (GER)        | 94.                    |
| 34                     | Kamil Gradek (POL)        | DNF-5                  |
| 35                     | Hermann Pernsteiner (AUT) | 45.                    |
| 36                     | Cameron Scott (AUS)       | 121.                   |
| 37                     | Jasha Sütterlin (GER)     | 65.                    |

| Trek-Segafredo TFS | Trek-Segafredo TFS             | Trek-Segafredo TFS |
| ------------------ | ------------------------------ | ------------------ |
| Nr.                | Rytter                         | Placering          |
| 41                 | Tony Gallopin (FRA)            | 32.                |
| 42                 | Filippo Baroncini (ITA)        | DNF-4              |
| 43                 | Marc Brustenga (ESP)           | 76.                |
| 44                 | Asbjørn Hellemose (DEN)        | 55.                |
| 45                 | Emīls Liepiņš (LAT) (landevej) | 46.                |
| 46                 | Natnael Tesfatsion (ERI)       | 14.                |
| 47                 | Antonio Tiberi (ITA)           | 8.                 |

| Cofidis COF | Cofidis COF           | Cofidis COF |
| ----------- | --------------------- | ----------- |
| Nr.         | Rytter                | Placering   |
| 51          | Bryan Coquard (FRA)   | 10.         |
| 52          | François Bidard (FRA) | 48.         |
| 53          | André Carvalho (POR)  | 104.        |
| 54          | Davide Cimolai (ITA)  | 109.        |
| 55          | Victor Lafay (FRA)    | 44.         |
| 56          | Alexis Renard (FRA)   | 80.         |
| 57          | Harrison Wood (GBR)   | 118.        |

| Soudal Quick-Step SOQ | Soudal Quick-Step SOQ | Soudal Quick-Step SOQ |
| --------------------- | --------------------- | --------------------- |
| Nr.                   | Rytter                | Placering             |
| 61                    | Mattia Cattaneo (ITA) | 22.                   |
| 62                    | Stan Van Tricht (BEL) | 78.                   |
| 63                    | Dries Devenyns (BEL)  | 39.                   |
| 64                    | James Knox (GBR)      | DQ-1                  |
| 65                    | Mauro Schmid (SUI)    | 5.                    |
| 66                    | Jannik Steimle (GER)  | 107.                  |
| 67                    | Martin Svrček (SVK)   | DNF-5                 |

| Alpecin-Deceuninck ADC | Alpecin-Deceuninck ADC | Alpecin-Deceuninck ADC |
| ---------------------- | ---------------------- | ---------------------- |
| Nr.                    | Rytter                 | Placering              |
| 71                     | Kaden Groves (AUS)     | 36.                    |
| 72                     | Jensen Plowright (AUS) | DNF-5                  |
| 73                     | Robert Stannard (AUS)  | 57.                    |
| 74                     | Sam Gaze (NZL)         | 93.                    |
| 75                     | Senne Leysen (BEL)     | 116.                   |
| 76                     | Oscar Riesebeek (NED)  | 95.                    |
| 77                     | Michael Gogl (AUT)     | 73.                    |

| Groupama-FDJ GFC | Groupama-FDJ GFC      | Groupama-FDJ GFC |
| ---------------- | --------------------- | ---------------- |
| Nr.              | Rytter                | Placering        |
| 81               | Michael Storer (AUS)  | 40.              |
| 82               | Miles Scotson (AUS)   | 67.              |
| 83               | Lorenzo Germani (ITA) | 112.             |
| 84               | Reuben Thompson (NZL) | 23.              |
| 85               | Laurence Pithie (NZL) | 106.             |
| 86               | Paul Penhoët (FRA)    | 29.              |
| 87               | Rudy Molard (FRA)     | 12.              |

| Ineos Grenadiers IGD | Ineos Grenadiers IGD             | Ineos Grenadiers IGD |
| -------------------- | -------------------------------- | -------------------- |
| Nr.                  | Rytter                           | Placering            |
| 91                   | Geraint Thomas (GBR)             | 88.                  |
| 92                   | Ethan Hayter (GBR) (enkeltstart) | 18.                  |
| 93                   | Leo Hayter (GBR)                 | 56.                  |
| 94                   | Kim Heiduk (GER)                 | 79.                  |
| 95                   | Luke Plapp (AUS) (landevej)      | 53.                  |
| 96                   | Magnus Sheffield (USA)           | 4.                   |
| 97                   | Ben Swift (GBR)                  | 70.                  |

| Intermarché-Circus-Wanty ICW | Intermarché-Circus-Wanty ICW | Intermarché-Circus-Wanty ICW |
| ---------------------------- | ---------------------------- | ---------------------------- |
| Nr.                          | Rytter                       | Placering                    |
| 101                          | Sven Erik Bystrøm (NOR)      | 7.                           |
| 102                          | Julius Johansen (DEN)        | 83.                          |
| 103                          | Hugo Page (FRA)              | 19.                          |
| 104                          | Gerben Thijssen (BEL)        | DNF-5                        |
| 105                          | Taco van der Hoorn (NED)     | 110.                         |
| 106                          | Boy van Poppel (NED)         | DNF-5                        |
| 107                          | Dion Smith (NZL)             | 52.                          |

| Jumbo-Visma TJV | Jumbo-Visma TJV        | Jumbo-Visma TJV |
| --------------- | ---------------------- | --------------- |
| Nr.             | Rytter                 | Placering       |
| 111             | Rohan Dennis (AUS)     | 50.             |
| 112             | Robert Gesink (NED)    | DNF-1           |
| 113             | Lennard Hofstede (NED) | 68.             |
| 114             | Timo Roosen (NED)      | 61.             |
| 115             | Milan Vader (NED)      | 25.             |
| 116             | Tim van Dijke (NED)    | 66.             |
| 117             | Jos van Emden (NED)    | 74.             |

| Movistar Team MOV | Movistar Team MOV     | Movistar Team MOV |
| ----------------- | --------------------- | ----------------- |
| Nr.               | Rytter                | Placering         |
| 121               | Gorka Izagirre (ESP)  | 9.                |
| 122               | Imanol Erviti (ESP)   | 49.               |
| 123               | Johan Jacobs (SUI)    | 92.               |
| 124               | Iván Romeo (ESP)      | 41.               |
| 125               | Sergio Samitier (ESP) | 101.              |
| 126               | Lluís Mas (ESP)       | 72.               |

| Team DSM DSM | Team DSM DSM           | Team DSM DSM |
| ------------ | ---------------------- | ------------ |
| Nr.          | Rytter                 | Placering    |
| 131          | Chris Hamilton (AUS)   | 31.          |
| 132          | Matthew Dinham (AUS)   | 59.          |
| 133          | Patrick Bevin (NZL)    | DNF-1        |
| 134          | Romain Combaud (FRA)   | 97.          |
| 135          | Tim Naberman (NED)     | 108.         |
| 136          | Marius Mayrhofer (GER) | 21.          |
| 137          | Martijn Tusveld (NED)  | 69.          |

| UAE Team Emirates UAD | UAE Team Emirates UAD        | UAE Team Emirates UAD |
| --------------------- | ---------------------------- | --------------------- |
| Nr.                   | Rytter                       | Placering             |
| 141                   | Jay Vine (AUS) (enkeltstart) | 1.                    |
| 142                   | George Bennett (NZL)         | 15.                   |
| 143                   | Marc Hirschi (SUI)           | 11.                   |
| 144                   | Sjoerd Bax (NED)             | 85.                   |
| 145                   | Alessandro Covi (ITA)        | 64.                   |
| 146                   | Michael Vink (NZL)           | 63.                   |
| 147                   | Finn Fisher-Black (NZL)      | 98.                   |

| Arkéa-Samsic ARK | Arkéa-Samsic ARK       | Arkéa-Samsic ARK |
| ---------------- | ---------------------- | ---------------- |
| Nr.              | Rytter                 | Placering        |
| 151              | Ewen Costiou (FRA)     | 99.              |
| 152              | Mathis Le Berre (FRA)  | 105.             |
| 153              | Élie Gesbert (FRA)     | 20.              |
| 154              | Hugo Hofstetter (FRA)  | 87.              |
| 155              | Kévin Ledanois (FRA)   | 30.              |
| 156              | Łukasz Owsian (POL)    | 81.              |
| 157              | Alessandro Verre (ITA) | 82.              |

| EF Education-EasyPost EFE | EF Education-EasyPost EFE | EF Education-EasyPost EFE |
| ------------------------- | ------------------------- | ------------------------- |
| Nr.                       | Rytter                    | Placering                 |
| 161                       | Alberto Bettiol (ITA)     | 37.                       |
| 162                       | Mikkel Honoré (DEN)       | 84.                       |
| 163                       | Jens Keukeleire (BEL)     | 47.                       |
| 164                       | Sean Quinn (USA)          | 60.                       |
| 165                       | Jonas Rutsch (GER)        | 35.                       |
| 166                       | Thomas Scully (NZL)       | 115.                      |
| 167                       | Łukasz Wiśniowski (POL)   | 114.                      |

| Bora-Hansgrohe BOH | Bora-Hansgrohe BOH          | Bora-Hansgrohe BOH |
| ------------------ | --------------------------- | ------------------ |
| Nr.                | Rytter                      | Placering          |
| 171                | Jai Hindley (AUS)           | 16.                |
| 172                | Marco Haller (AUT)          | 71.                |
| 173                | Shane Archbold (NZL)        | 111.               |
| 174                | Luis-Joe Lührs (GER)        | 103.               |
| 175                | Jordi Meeus (BEL)           | DNS-2              |
| 176                | Maximilian Schachmann (GER) | 51.                |
| 177                | Giovanni Aleotti (ITA)      | 17.                |

| Israel-Premier Tech IPT | Israel-Premier Tech IPT | Israel-Premier Tech IPT |
| ----------------------- | ----------------------- | ----------------------- |
| Nr.                     | Rytter                  | Placering               |
| 181                     | Chris Froome (GBR)      | 117.                    |
| 182                     | Daryl Impey (RSA)       | 89.                     |
| 183                     | Simon Clarke (AUS)      | 91.                     |
| 184                     | Corbin Strong (NZL)     | 28.                     |
| 185                     | Taj Jones (AUS)         | DNF-5                   |
| 186                     | Sebastian Berwick (AUS) | 13.                     |
| 187                     | Derek Gee (CAN)         | 34.                     |

| UniSA-Australia AUS | UniSA-Australia AUS   | UniSA-Australia AUS |
| ------------------- | --------------------- | ------------------- |
| Nr.                 | Rytter                | Placering           |
| 191                 | Caleb Ewan (AUS)      | 100.                |
| 192                 | Jarrad Drizners (AUS) | 90.                 |
| 193                 | Graeme Frislie (AUS)  | DNS-2               |
| 194                 | Conor Leahy (AUS)     | DNS-2               |
| 195                 | Zac Marriage (AUS)    | 119.                |
| 196                 | James Moriarty (AUS)  | DNF-2               |
| 197                 | Liam Walsh (AUS)      | 113.                |

| Team Jayco AlUla JAY | Team Jayco AlUla JAY   | Team Jayco AlUla JAY |
| -------------------- | ---------------------- | -------------------- |
| Nr.                  | Rytter                 | Placering            |
| 1                    | Michael Matthews (AUS) | 43.                  |
| 2                    | Simon Yates (GBR)      | 2.                   |
| 3                    | Luke Durbridge (AUS)   | 102.                 |
| 4                    | Lucas Hamilton (AUS)   | 54.                  |
| 5                    | Michael Hepburn (AUS)  | 75.                  |
| 6                    | Chris Harper (AUS)     | DNS-2                |
| 7                    | Campbell Stewart (NZL) | 96.                  |

| AG2R Citroën Team ACT | AG2R Citroën Team ACT | AG2R Citroën Team ACT |
| --------------------- | --------------------- | --------------------- |
| Nr.                   | Rytter                | Placering             |
| 11                    | Ben O'Connor (AUS)    | 6.                    |
| 12                    | Alex Baudin (FRA)     | 26.                   |
| 13                    | Dorian Godon (FRA)    | 24.                   |
| 14                    | Paul Lapeira (FRA)    | 58.                   |
| 15                    | Nans Peters (FRA)     | 27.                   |
| 16                    | Michael Schär (SUI)   | 62.                   |
| 17                    | Damien Touzé (FRA)    | 42.                   |

| Astana Qazaqstan Team AST | Astana Qazaqstan Team AST | Astana Qazaqstan Team AST |
| ------------------------- | ------------------------- | ------------------------- |
| Nr.                       | Rytter                    | Placering                 |
| 21                        | Luis León Sánchez (ESP)   | 33.                       |
| 22                        | Manuele Boaro (ITA)       | DNF-5                     |
| 23                        | Leonardo Basso (ITA)      | 120.                      |
| 24                        | Fabio Felline (ITA)       | 77.                       |
| 25                        | Dmitrij Gruzdev (KAZ)     | 86.                       |
| 26                        | Martin Laas (EST)         | DNF-5                     |
| 27                        | Gianni Moscon (ITA)       | DNF-3                     |

| Bahrain Victorious TBV | Bahrain Victorious TBV    | Bahrain Victorious TBV |
| ---------------------- | ------------------------- | ---------------------- |
| Nr.                    | Rytter                    | Placering              |
| 31                     | Pello Bilbao (ESP)        | 3.                     |
| 32                     | Nikias Arndt (GER)        | 38.                    |
| 33                     | Phil Bauhaus (GER)        | 94.                    |
| 34                     | Kamil Gradek (POL)        | DNF-5                  |
| 35                     | Hermann Pernsteiner (AUT) | 45.                    |
| 36                     | Cameron Scott (AUS)       | 121.                   |
| 37                     | Jasha Sütterlin (GER)     | 65.                    |

| Trek-Segafredo TFS | Trek-Segafredo TFS             | Trek-Segafredo TFS |
| ------------------ | ------------------------------ | ------------------ |
| Nr.                | Rytter                         | Placering          |
| 41                 | Tony Gallopin (FRA)            | 32.                |
| 42                 | Filippo Baroncini (ITA)        | DNF-4              |
| 43                 | Marc Brustenga (ESP)           | 76.                |
| 44                 | Asbjørn Hellemose (DEN)        | 55.                |
| 45                 | Emīls Liepiņš (LAT) (landevej) | 46.                |
| 46                 | Natnael Tesfatsion (ERI)       | 14.                |
| 47                 | Antonio Tiberi (ITA)           | 8.                 |

| Cofidis COF | Cofidis COF           | Cofidis COF |
| ----------- | --------------------- | ----------- |
| Nr.         | Rytter                | Placering   |
| 51          | Bryan Coquard (FRA)   | 10.         |
| 52          | François Bidard (FRA) | 48.         |
| 53          | André Carvalho (POR)  | 104.        |
| 54          | Davide Cimolai (ITA)  | 109.        |
| 55          | Victor Lafay (FRA)    | 44.         |
| 56          | Alexis Renard (FRA)   | 80.         |
| 57          | Harrison Wood (GBR)   | 118.        |

| Soudal Quick-Step SOQ | Soudal Quick-Step SOQ | Soudal Quick-Step SOQ |
| --------------------- | --------------------- | --------------------- |
| Nr.                   | Rytter                | Placering             |
| 61                    | Mattia Cattaneo (ITA) | 22.                   |
| 62                    | Stan Van Tricht (BEL) | 78.                   |
| 63                    | Dries Devenyns (BEL)  | 39.                   |
| 64                    | James Knox (GBR)      | DQ-1                  |
| 65                    | Mauro Schmid (SUI)    | 5.                    |
| 66                    | Jannik Steimle (GER)  | 107.                  |
| 67                    | Martin Svrček (SVK)   | DNF-5                 |

| Alpecin-Deceuninck ADC | Alpecin-Deceuninck ADC | Alpecin-Deceuninck ADC |
| ---------------------- | ---------------------- | ---------------------- |
| Nr.                    | Rytter                 | Placering              |
| 71                     | Kaden Groves (AUS)     | 36.                    |
| 72                     | Jensen Plowright (AUS) | DNF-5                  |
| 73                     | Robert Stannard (AUS)  | 57.                    |
| 74                     | Sam Gaze (NZL)         | 93.                    |
| 75                     | Senne Leysen (BEL)     | 116.                   |
| 76                     | Oscar Riesebeek (NED)  | 95.                    |
| 77                     | Michael Gogl (AUT)     | 73.                    |

| Groupama-FDJ GFC | Groupama-FDJ GFC      | Groupama-FDJ GFC |
| ---------------- | --------------------- | ---------------- |
| Nr.              | Rytter                | Placering        |
| 81               | Michael Storer (AUS)  | 40.              |
| 82               | Miles Scotson (AUS)   | 67.              |
| 83               | Lorenzo Germani (ITA) | 112.             |
| 84               | Reuben Thompson (NZL) | 23.              |
| 85               | Laurence Pithie (NZL) | 106.             |
| 86               | Paul Penhoët (FRA)    | 29.              |
| 87               | Rudy Molard (FRA)     | 12.              |

| Ineos Grenadiers IGD | Ineos Grenadiers IGD             | Ineos Grenadiers IGD |
| -------------------- | -------------------------------- | -------------------- |
| Nr.                  | Rytter                           | Placering            |
| 91                   | Geraint Thomas (GBR)             | 88.                  |
| 92                   | Ethan Hayter (GBR) (enkeltstart) | 18.                  |
| 93                   | Leo Hayter (GBR)                 | 56.                  |
| 94                   | Kim Heiduk (GER)                 | 79.                  |
| 95                   | Luke Plapp (AUS) (landevej)      | 53.                  |
| 96                   | Magnus Sheffield (USA)           | 4.                   |
| 97                   | Ben Swift (GBR)                  | 70.                  |

| Intermarché-Circus-Wanty ICW | Intermarché-Circus-Wanty ICW | Intermarché-Circus-Wanty ICW |
| ---------------------------- | ---------------------------- | ---------------------------- |
| Nr.                          | Rytter                       | Placering                    |
| 101                          | Sven Erik Bystrøm (NOR)      | 7.                           |
| 102                          | Julius Johansen (DEN)        | 83.                          |
| 103                          | Hugo Page (FRA)              | 19.                          |
| 104                          | Gerben Thijssen (BEL)        | DNF-5                        |
| 105                          | Taco van der Hoorn (NED)     | 110.                         |
| 106                          | Boy van Poppel (NED)         | DNF-5                        |
| 107                          | Dion Smith (NZL)             | 52.                          |

| Jumbo-Visma TJV | Jumbo-Visma TJV        | Jumbo-Visma TJV |
| --------------- | ---------------------- | --------------- |
| Nr.             | Rytter                 | Placering       |
| 111             | Rohan Dennis (AUS)     | 50.             |
| 112             | Robert Gesink (NED)    | DNF-1           |
| 113             | Lennard Hofstede (NED) | 68.             |
| 114             | Timo Roosen (NED)      | 61.             |
| 115             | Milan Vader (NED)      | 25.             |
| 116             | Tim van Dijke (NED)    | 66.             |
| 117             | Jos van Emden (NED)    | 74.             |

| Movistar Team MOV | Movistar Team MOV     | Movistar Team MOV |
| ----------------- | --------------------- | ----------------- |
| Nr.               | Rytter                | Placering         |
| 121               | Gorka Izagirre (ESP)  | 9.                |
| 122               | Imanol Erviti (ESP)   | 49.               |
| 123               | Johan Jacobs (SUI)    | 92.               |
| 124               | Iván Romeo (ESP)      | 41.               |
| 125               | Sergio Samitier (ESP) | 101.              |
| 126               | Lluís Mas (ESP)       | 72.               |

| Team DSM DSM | Team DSM DSM           | Team DSM DSM |
| ------------ | ---------------------- | ------------ |
| Nr.          | Rytter                 | Placering    |
| 131          | Chris Hamilton (AUS)   | 31.          |
| 132          | Matthew Dinham (AUS)   | 59.          |
| 133          | Patrick Bevin (NZL)    | DNF-1        |
| 134          | Romain Combaud (FRA)   | 97.          |
| 135          | Tim Naberman (NED)     | 108.         |
| 136          | Marius Mayrhofer (GER) | 21.          |
| 137          | Martijn Tusveld (NED)  | 69.          |

| UAE Team Emirates UAD | UAE Team Emirates UAD        | UAE Team Emirates UAD |
| --------------------- | ---------------------------- | --------------------- |
| Nr.                   | Rytter                       | Placering             |
| 141                   | Jay Vine (AUS) (enkeltstart) | 1.                    |
| 142                   | George Bennett (NZL)         | 15.                   |
| 143                   | Marc Hirschi (SUI)           | 11.                   |
| 144                   | Sjoerd Bax (NED)             | 85.                   |
| 145                   | Alessandro Covi (ITA)        | 64.                   |
| 146                   | Michael Vink (NZL)           | 63.                   |
| 147                   | Finn Fisher-Black (NZL)      | 98.                   |

| Arkéa-Samsic ARK | Arkéa-Samsic ARK       | Arkéa-Samsic ARK |
| ---------------- | ---------------------- | ---------------- |
| Nr.              | Rytter                 | Placering        |
| 151              | Ewen Costiou (FRA)     | 99.              |
| 152              | Mathis Le Berre (FRA)  | 105.             |
| 153              | Élie Gesbert (FRA)     | 20.              |
| 154              | Hugo Hofstetter (FRA)  | 87.              |
| 155              | Kévin Ledanois (FRA)   | 30.              |
| 156              | Łukasz Owsian (POL)    | 81.              |
| 157              | Alessandro Verre (ITA) | 82.              |

| EF Education-EasyPost EFE | EF Education-EasyPost EFE | EF Education-EasyPost EFE |
| ------------------------- | ------------------------- | ------------------------- |
| Nr.                       | Rytter                    | Placering                 |
| 161                       | Alberto Bettiol (ITA)     | 37.                       |
| 162                       | Mikkel Honoré (DEN)       | 84.                       |
| 163                       | Jens Keukeleire (BEL)     | 47.                       |
| 164                       | Sean Quinn (USA)          | 60.                       |
| 165                       | Jonas Rutsch (GER)        | 35.                       |
| 166                       | Thomas Scully (NZL)       | 115.                      |
| 167                       | Łukasz Wiśniowski (POL)   | 114.                      |

| Bora-Hansgrohe BOH | Bora-Hansgrohe BOH          | Bora-Hansgrohe BOH |
| ------------------ | --------------------------- | ------------------ |
| Nr.                | Rytter                      | Placering          |
| 171                | Jai Hindley (AUS)           | 16.                |
| 172                | Marco Haller (AUT)          | 71.                |
| 173                | Shane Archbold (NZL)        | 111.               |
| 174                | Luis-Joe Lührs (GER)        | 103.               |
| 175                | Jordi Meeus (BEL)           | DNS-2              |
| 176                | Maximilian Schachmann (GER) | 51.                |
| 177                | Giovanni Aleotti (ITA)      | 17.                |

| Israel-Premier Tech IPT | Israel-Premier Tech IPT | Israel-Premier Tech IPT |
| ----------------------- | ----------------------- | ----------------------- |
| Nr.                     | Rytter                  | Placering               |
| 181                     | Chris Froome (GBR)      | 117.                    |
| 182                     | Daryl Impey (RSA)       | 89.                     |
| 183                     | Simon Clarke (AUS)      | 91.                     |
| 184                     | Corbin Strong (NZL)     | 28.                     |
| 185                     | Taj Jones (AUS)         | DNF-5                   |
| 186                     | Sebastian Berwick (AUS) | 13.                     |
| 187                     | Derek Gee (CAN)         | 34.                     |

| UniSA-Australia AUS | UniSA-Australia AUS   | UniSA-Australia AUS |
| ------------------- | --------------------- | ------------------- |
| Nr.                 | Rytter                | Placering           |
| 191                 | Caleb Ewan (AUS)      | 100.                |
| 192                 | Jarrad Drizners (AUS) | 90.                 |
| 193                 | Graeme Frislie (AUS)  | DNS-2               |
| 194                 | Conor Leahy (AUS)     | DNS-2               |
| 195                 | Zac Marriage (AUS)    | 119.                |
| 196                 | James Moriarty (AUS)  | DNF-2               |
| 197                 | Liam Walsh (AUS)      | 113.                |